# Liste des comtesses et duchesses de Vendôme
Cet article présente la liste des comtesses puis duchesses de Vendôme, par mariage ou de plein droit.

## Bouchardides (967-1017)
| Nom (dates)        | Epoux                                                          | Titres                                              | Eléments biographiques |
| ------------------ | -------------------------------------------------------------- | --------------------------------------------------- | --- |
| Élisabeth Le Riche | - Haymon de Corbeil - Bouchard Ier de Vendôme (mariage en 973) | - Comtesse de Corbeil - Comtesse de Vendôme (973-?) | - Princesse de la Famille Le Riche. Fille de Lisiard Le Riche et de Raingarde de Dijon. - Mère d'Élisabeth de Vendôme et de Renaud de Vendôme. |

Au décès de Renaud de Vendôme, c'est sa nièce Adèle de Vendôme-Anjou, fille d'Élisabeth de Vendôme, qui lui succède.

## Maison de Nevers (1017-1032)
| Nom (dates)                        | Epoux             | Titres                                                      | Eléments biographiques |
| ---------------------------------- | ----------------- | ----------------------------------------------------------- | --- |
| Adèle de Vendôme-Anjou (?-1033/35) | - Bodon de Nevers | - Comtesse de Vendôme (1017-1028, de plein droit 1028-1032) | - Princesse ingelgerienne. Fille de Foulques III d'Anjou et d'Élisabeth de Vendôme. - Mère de Bouchard II de Vendôme, de Foulques de Vendôme et de Guy de Nouatre. |

## Ingelgeriens (1032-1056)
| Portrait | Nom (dates)                   | Epoux                                                                               | Titres | Eléments biographiques |
| -------- | ----------------------------- | ----------------------------------------------------------------------------------- | --- | --- |
|          | Agnès de Bourgogne (990-1068) | - Guillaume V d'Aquitaine (mariage en 1016) - Geoffroy II d'Anjou (mariage en 1032) | - Duchesse d'Aquitaine et comtesse de Poitiers (1016-1030) - Comtesse de Vendôme (1032-1049) - Comtesse d'Anjou (1040-1049) - Comtesse de Tours (1044-1049) | - Princesse de la Maison d'Ivrée. Fille d'Otte-Guillaume de Bourgogne et d'Ermentrude de Roucy. - Mère de Guillaume VII d'Aquitaine, de Guillaume VIII d'Aquitaine et d'Agnès d'Aquitaine. |

## Maison de Nevers (1056-1085)
| Nom (dates)                  | Epoux                 | Titres                | Eléments biographiques                                                                                 |
| ---------------------------- | --------------------- | --------------------- | --- |
| Pétronille de Château-Renard | - Foulques de Vendôme | - Comtesse de Vendôme | - Fille de Renaud II de Château-Gontier. - Mère de Bouchard III de Vendôme et d'Euphrosine de Vendôme. |

## Maison de Preuilly (1085-1217)
| Nom (dates)            | Epoux                                                                                                 | Titres                                                                                         | Eléments biographiques |
| ---------------------- | --- | ---------------------------------------------------------------------------------------------- | --- |
| Euphrosine de Vendôme  | - Geoffroy II de Vendôme                                                                              | - Comtesse de Vendôme (1085-1102) - Dame de Preuilly (?-1102) - Régente de Vendôme (1102-1105) | - Princesse de la Maison de Nevers. Fille de Foulques de Vendôme et de Pétronille de Château-Renard. - Mère de Geoffroy III de Vendôme. |
| Mathilde de Châteaudun | - Geoffroy III de Vendôme                                                                             | - Comtesse de Vendôme                                                                          | - Princesse de la Maison de Châteaudun. Fille d'Hugues III de Châteaudun et d'Agnès de Fréteval. - Mère de Jean Ier de Vendôme.         |
| Berthe du Puy-du-Fou   | - Jean Ier de Vendôme                                                                                 | - Comtesse de Vendôme                                                                          | - Mère de Bouchard IV de Vendôme. |
| Richilde de Lavardin   | - Jean Ier de Vendôme                                                                                 | - Dame de Lavardin (de plein droit) - Comtesse de Vendôme                                      | |
| Agathe                 | - Bouchard IV de Vendôme                                                                              | - Comtesse de Vendôme et dame de Lavardin                                                      | - Mère de Geoffroy de Lavardin, de Jean III de Vendôme et d'Agnès de Vendôme.                                                           |
| Marie de Châtillon     | - Renaud de Dammartin - Robert de Vieuxpont (mariage en 1197) - Jean III de Vendôme (mariage en 1213) | - Dame de Courville (1197-?) - Comtesse de Vendôme (1213-1217)                                 | - Princesse de la Maison de Châtillon. Fille de Guy II de Châtillon et d'Alix de Dreux.                                                 |

Au décès de Jean III de Vendôme, c'est son neveu Jean de Montoire, fille d'Agnès de Vendôme, qui lui succède.

## Maison de Montoire (1217-1403)
| Portrait | Nom (dates)                                  | Epoux                                                             | Titres | Eléments biographiques | Armoiries |
| -------- | -------------------------------------------- | ----------------------------------------------------------------- | --- | --- | --------- |
|          | Églantine de Palluau                         | - Jean IV de Vendôme                                              | - Comtesse de Vendôme | - Mère de Pierre de Vendôme. |           |
|          | Jeanne de Mayenne (?-1246)                   | - Pierre de Vendôme                                               | - Comtesse de Vendôme (?-1246) | - Princesse de la Famille de Mayenne. Fille de Juhel III de Mayenne et de Gervaise de Dinan. - Mère de Bouchard V de Vendôme. |           |
|          | Marie de Roye                                | - Bouchard V de Vendôme                                           | - Comtesse de Vendôme | - Princesse de la Maison de Roye. Fille de Raoul II de Roye et de Marie de Ville. - Mère de Jean V de Vendôme. |           |
|          | Éléonore de Montfort (?-1338)                | - Jean V de Vendôme                                               | - Comtesse de Vendôme (?-1315) - Dame de Castres (de plein droit, 1300-1338)                                                            | - Princesse de la Maison de Montfort-l'Amaury. Fille de Philippe II de Montfort-Castres et de Jeanne de Lévis-Mirepoix. - Mère de Bouchard VI de Vendôme.                                                                                         |           |
|          | Alix de Bretagne (1297-1377)                 | - Bouchard VI de Vendôme                                          | - Comtesse de Vendôme et dame de Castres (?- 26 février 1353)                                                                           | - Princesse de la Maison capétienne de Dreux. Fille d'Arthur II de Bretagne et de Yolande de Dreux. - Mère de Jean VI de Vendôme. |           |
|          | Jeanne de Ponthieu (1336 - 30 mai 1376)      | - Jean VI de Vendôme (mariage en 1342)                            | - Comtesse de Vendôme (26 février 1353 - 1364) - Dame (1353-1356) puis comtesse de Castres (1356-1364) - Régente de Vendôme (1371-1372) | - Princesse de la Maison d'Ivrée. Fille de Jean de Ponthieu et de Catherine d'Artois. - Mère de Bouchard VII de Vendôme et de Catherine de Vendôme.                                                                                               |           |
|          | Isabelle de Bourbon (1340/50 - 15 mai 1371)  | - Louis II de Brienne - Bouchard VII de Vendôme (mariage en 1368) | - Vicomtesse de Beaumont (?-1364) - Comtesse de Vendôme et de Castres (1368 - 15 mai 1371)                                              | - Princesse de la Maison de Bourbon. Fille de Jacques Ier de Bourbon-La Marche et de Jeanne de Châtillon-Saint-Pol. - Mère de Jeanne de Vendôme.                                                                                                  |           |
|          | Jeanne de Vendôme (1371-1372)                |                                                                   | - Comtesse de Vendôme et de Castres (16 novembre 1371 - 1372)                                                                           | - Princesse de la Maison de Montoire. Fille de Bouchard VII de Vendôme et d'Isabelle de Bourbon. |           |
|          | Catherine de Vendôme (1350 - 1er avril 1412) | - Jean Ier de Bourbon-La Marche (mariage le 28 septembre 1364)    | - Comtesse de La Marche (28 septembre 1364 - 11 juin 1393) - Comtesse de Vendôme et de Castres (de plein droit, 1372-1403)              | - Princesse de la Maison de Montoire. Fille de Jean VI de Vendôme et de Jeanne de Ponthieu. - Mère de Jacques II de Bourbon-La Marche, de Louis Ier de Bourbon-Vendôme, de Jean de Bourbon-Carency, d'Anne de Bourbon et de Charlotte de Bourbon. |           |

## Maison de Bourbon (1403-1789)

### Première maison de Bourbon-Vendôme (1403-1589)

#### Comtesses de Vendôme (1403-1514)
| Portrait | Nom (dates)                                       | Epoux                                                                                             | Titres | Eléments biographiques | Armoiries |
| -------- | ------------------------------------------------- | ------------------------------------------------------------------------------------------------- | --- | --- | --------- |
|          | Blanche de Roucy (? - 22 août 1421)               | - Louis Ier de Bourbon-Vendôme (mariage le 21 décembre 1414)                                      | - Comtesse de Vendôme (21 décembre 1414 - 22 août 1421) | - Princesse de la Maison de Pierrepont. Fille de Hugues II de Pierrepont et de Blanche de Coucy. |           |
|          | Jeanne de Laval (octobre 1405 - 18 décembre 1468) | - Louis Ier de Bourbon-Vendôme (mariage le 24 août 1424)                                          | - Comtesse de Vendôme (1424-1446) | - Princesse de la Maison de Laval. Fille de Guy XIII de Laval et d'Anne de Laval. - Mère de Jean VIII de Bourbon-Vendôme. |           |
|          | Isabelle de Beauvau (1436-1475)                   | - Jean VIII de Bourbon-Vendôme (mariage le 9 novembre 1454)                                       | - Dame de La Roche-sur-Yon et de Champigny (de plein droit, 1454-1475) - Comtesse de Vendôme (9 novembre 1454 - 1475) | - Princesse de la Famille de Beauvau. Fille de Louis de Beauvau et de Marguerite de Chambley. - Mère de Jeanne de Bourbon-Vendôme, de François de Bourbon-Vendôme et de Louis de La Roche-sur-Yon.                                                    |           |
|          | Marie de Luxembourg (1472 - 1er avril 1547)       | - Jacques de Savoie (mariage en 1484) - François de Bourbon-Vendôme (mariage le 8 septembre 1487) | - Comtesse de Soissons et de Saint-Pol, dame d'Enghien (de plein droit, 25 octobre 1482 - 1er avril 1547) - Comtesse de Romont (1484 - 30 janvier 1486) - Comtesse de Vendôme (8 septembre 1487 - 30 octobre 1495) - Régente de Vendôme (30 octobre 1495 - 1er avril 1547) | - Princesse de la Maison de Luxembourg. Fille de Pierre II de Luxembourg-Saint-Pol et de Marguerite de Savoie. - Mère de Charles IV de Bourbon-Vendôme, de François Ier de Saint-Pol, de Louis de Bourbon-Vendôme et d'Antoinette de Bourbon-Vendôme. |           |

#### Duchesses de Vendôme (1514-1589)
| Portrait | Nom (dates)                                       | Epoux | Titres | Eléments biographiques | Armoiries |
| -------- | ------------------------------------------------- | --- | --- | --- | --------- |
|          | Françoise d'Alençon (1490 - 14 septembre 1550)    | - François II d'Orléans-Longueville (mariage le 6 avril 1505) - Charles IV de Bourbon-Vendôme (mariage le 18 mai 1513) | - Duchesse de Longueville, comtesse de Dunois et de Tancarville (6 avril 1505 - 12 février 1513) - Comtesse (18 mai 1513 - 1514) puis duchesse de Vendôme (1514 - 25 mars 1537) | - Princesse de la Maison de Valois-Alençon. Fille de René d'Alençon et de Marguerite de Lorraine-Vaudémont. - Mère de Marie de Bourbon-Vendôme, de Marguerite de Bourbon-Vendôme, d'Antoine de Bourbon, de François de Bourbon, de Charles de Bourbon, de Jean de Bourbon et de Louis Ier de Bourbon-Condé. |           |
|          | Jeanne d'Albret (16 novembre 1528 - 9 juin 1572)  | - Guillaume de Clèves (mariage le 14 juin 1541) - Antoine de Bourbon (mariage le 20 octobre 1548)                      | - Duchesse de Clèves et comtesse de la Marck, duchesse de Juliers et de Berg, comtesse de Ravensberg (14 juin 1541 - 12 octobre 1545) - Duchesse de Gueldre et comtesse de Zutphen (14 juin 1541 - 1543) - Duchesse de Vendôme et de Beaumont (20 octobre 1548 - 17 novembre 1562) - Reine de Navarre, duchesse d'Albret, princesse et viguier d'Andorre, comtesse de Périgord, d'Armagnac, de Foix et de Bigorre, vicomtesse de Limoges et de Béarn (de plein droit, 25 mai 1555 - 9 juin 1572) | - Princesse de la Maison d'Albret. Fille d'Henri II de Navarre et de Marguerite d'Angoulême. - Mère d'Henri IV de France et de Catherine de Bourbon. |           |
|          | Marguerite de France (14 mai 1553 - 27 mars 1615) | - Henri IV de France (mariage le 18 août 1572)                                                                         | - Reine de Navarre, duchesse de Vendôme et d'Albret, princesse d'Andorre, comtesse de Périgord, d'Armagnac de Rodez, de Foix et de Bigorre, vicomtesse de Limoges et de Béarn (18 août 1572 - 2 août 1589) - Reine de France (2 août 1589 - 17 décembre 1599) | - Princesse de la Maison de Valois-Angoulême. Fille d'Henri II de France et de Catherine de Médicis. |           |

### Seconde maison de Bourbon-Vendôme (1598-1727)
| Portrait | Nom (dates)                                                   | Epoux                                              | Titres | Eléments biographiques | Armoiries |
| -------- | ------------------------------------------------------------- | -------------------------------------------------- | --- | --- | --------- |
|          | Françoise de Lorraine (Novembre 1592 - 8 septembre 1669)      | - César de Vendôme (mariage le 16 juillet 1609)    | - Duchesse de Mercœur (de plein droit, 19 février 1602 - 8 septembre 1669) - Baronne d'Ancenis (de plein droit, 19 février 1602 - 18 mai 1657) - Duchesse de Vendôme d’Étampes et de Beaufort (16 juillet 1609 - 22 octobre 1665) - Duchesse de Penthièvre (de plein droit, 6 septembre 1623 - 8 septembre 1669) | - Princesse de la Maison de Lorraine. Fille de Philippe-Emmanuel de Lorraine et de Marie de Luxembourg. - Mère de Louis II de Vendôme, d'Élisabeth de Bourbon-Vendôme et de François de Vendôme. |           |
|          | Marie-Anne de Bourbon-Condé (24 février 1678 - 11 avril 1718) | - Louis Joseph de Vendôme (mariage le 21 mai 1710) | - Duchesse de Vendôme d'Étampes et de Mercœur (21 mai 1710 - 11 juin 1712) - Comtesse de Dreux (21 mai 1710 - 11 juin 1712, puis de plein droit, 11 juin 1712 - 11 avril 1718) | - Princesse de la Maison de Bourbon-Condé. Fille d'Henri-Jules de Bourbon-Condé et d'Anne de Bavière.                                                                                            |           |

### Apanage (1771-1792)
| Portrait | Nom (dates)                                                     | Epoux                                    | Titres | Eléments biographiques                                                                                        | Armoiries |
| -------- | --------------------------------------------------------------- | ---------------------------------------- | --- | --- | --------- |
|          | Marie-Joséphine de Savoie (2 septembre 1753 - 13 novembre 1818) | - Louis XVIII (mariage le 16 avril 1771) | - Comtesse de Provence et duchesse de Vendôme (16 avril 1771 - 1792) - Duchesse d'Alençon (1774-1792) - Épouse du prétendant au trône de France (8 juin 1795 - 13 novembre 1810) | - Princesse de la Maison de Savoie. Fille de Victor-Amédée III de Sardaigne et de Marie-Antoinette d'Espagne. |           |

## Maison d'Orléans (1895-)
| Portrait | Nom (dates)                                             | Epoux                                             | Titres | Eléments biographiques | Armoiries |
| -------- | ------------------------------------------------------- | ------------------------------------------------- | --- | --- | --------- |
|          | Henriette de Belgique (30 novembre 1870 - 28 mars 1948) | - Emmanuel d'Orléans (mariage le 12 février 1896) | - Duchesse de Vendôme (12 février 1896 - 1er février 1931)                                                                  | - Princesse de la Maison de Belgique. Fille de Philippe de Belgique et de Marie de Hohenzollern-Sigmaringen. - Mère de Marie-Louise d'Orléans, de Sophie d'Orléans, de Geneviève d'Orléans et de Charles-Philippe d'Orléans. |           |
|          | Philomena de Tornos y Steinhart (19 juin 1977)          | Jean d'Orléans (mariage le 19 mars 2009)          | - Duchesse de Vendôme (19 mars 2009 - 2 février 2019) - Épouse du prétendant orléaniste au trône de France (2 février 2019) | - Fille d'Alfonso de Tornos et Zubiria et de Maria Antonia von Steinhart. - Mère de Gaston d'Orléans, d'Antoinette d'Orléans, de Louise-Marguerite d'Orléans, de Joseph d'Orléans et de Jacinthe d'Orléans.                  |           |